# 唐津市立本山小学校
唐津市立本山小学校（からつしりつ もとやましょうがっこう）は、佐賀県唐津市厳木町本山にあった公立の小学校。
2011年（平成23年）3月末に唐津市立箞木小学校へ統合され、閉校した。

## 概要

### 歴史
本山小学校の前身は私立の小学校であった。本山地区には、かつて岩屋炭鉱があった。1900年（明治33年）に貝島鉱業（後の貝島炭鉱）が東松浦郡相知町・厳木村・西松浦郡大川村にまたがる岩屋鉱区を買収し、1909年（明治42年）に岩屋鉱業所を設置し、操業を開始した。労働者の増加に伴い、その子女も増加したため、その教育を目的として、1915年（大正4年）に貝島鉱業の社主であった貝島太助によって創設されたのが「私立貝島岩屋尋常小学校」であった。当初、校舎が完成するまでの間、箞木尋常小学校の校舎を借用していた。
戦後、1948年（昭和23年）に公立移管され、「厳木村立本山小学校」となった。児童数の減少により、2011年（平成23年）3月末をもって閉校し、96年の歴史に幕を下ろした。
閉校後数年は校舎が残存しており、2017年（平成29年）8月から2018年（平成30年）8月までの1年間は、校区の唐津市立厳木中学校が校舎大規模改修工事のため、移転して仮校舎として使用していた。その後、校舎は解体され、唐津市消防本部南部分署が建設されている。なお体育館は「唐津市厳木本山体育館」として残っており、グラウンドは地域住民に利用されている。

### 校歌
公立に移管した後の1950年（昭和25年）に制定。作詞は、公立移管後の初代校長である松尾松治郎、作曲は岡井隆一による。歌詞は3番まであり、1番の歌詞中に前身の「岩屋校」、校名の「本山」が登場していた。

## 沿革
前身（私立）
- 1915年（大正4年）
  - 4月 - 箞木尋常小学校の校舎の一部を貸与し、「私立貝島岩屋尋常小学校」が開校。尋常科1～3年生261名を収容。創設は貝島鉱業所の社主、貝島太助。私立初代校長は香月為忠。
  - 6月 - 本山に校舎（第一棟）が完成したため、移転を完了。
- 1916年（大正5年）
  - 4月 - 第二棟が完成し、4年生まで収容。
  - 11月 - 設置者が「貝島榮四郎」に変更。
- 1918年（大正7年）4月 - 第三棟が完成。
- 1919年（大正8年）11月 - 会社組織変更により、「私立岩屋尋常小学校」に改称。
- 1921年（大正10年）4月 - 第四棟が完成。
- 1924年（大正13年）1月 - 設置者が「峠延吉」に変更となる。
- 1926年（大正15年）4月 - 箞木尋常高等小学校 高等科が卒業生（6年修了者）の受け入れを開始。
- 1928年（昭和3年）
  - 4月 - 新校舎が完成。
  - 11月 - 校旗を制定。
- 1930年（昭和5年）4月 - 在籍児童数がピークの1,121名に達する。
- 1931年（昭和6年）8月 - 設置者が「貝島岩屋炭鉱株式会社」に変更となる。
- 1933年（昭和8年）2月 - 岩屋校歌を制定。
- 1934年（昭和9年）10月 - 剣道部を創部。
- 1937年（昭和12年）8月 - 校旗を新調。
- 1941年（昭和16年）4月1日 - 国民学校令の施行により、「私立貝島岩屋国民学校」に改称。尋常科を初等科に改める。
- 1947年（昭和22年）4月1日 - 学制改革により、国民学校初等科が「私立岩屋小学校」に改組される。

公立移管後
- 1948年（昭和23年）4月13日 - 公立移管により、「厳木村立本山小学校」に改組・改称。
  - 校区内の児童を収容。育友会が発足。公立初代校長は松尾松治郎。
- 1950年（昭和25年）12月 - 校歌を制定。
- 1951年（昭和26年）2月 - 講堂が完成。
- 1952年（昭和27年）5月3日 - 町制施行により、「厳木町立本山小学校」に改称。
- 1958年（昭和33年）- 木造2階建て新校舎2棟が完成。
- 1959年（昭和34年）8月 - プールが完成。
- 1962年（昭和37年）9月 - 完全給食を実施。
- 1967年（昭和42年）7月 - 少年剣道部を創部。
- 1972年（昭和47年）4月 - 厳木町給食センターの完成により、センターからの配送方式となる。鍵っ子学級を開設。
- 1978年（昭和53年）7月 - 運動場に夜間照明を設置。
- 1982年（昭和57年）- 山の子ラグビークラブを創設。
- 1986年（昭和61年）4月 - 通学服を着用。
- 1988年（昭和63年）7月 - 教育キャンプを開始。
- 1990年（平成2年）3月 - 体育館が完成。
- 1991年（平成3年）2月 - 鉄筋コンクリート造3階建の新校舎が完成。
- 1993年（平成5年）3月 - 校門を設置。
- 2005年（平成17年）
  - 1月1日 - 唐津市への編入により、「唐津市立本山小学校」に改称。
  - 4月1日 - 特別支援学級を設置。
- 2011年（平成23年）
  - 3月27日 - 閉校式を挙行。
  - 3月31日 - 唐津市立箞木小学校への統合により閉校。最終在籍数40名（6年生を含む）

## 通学区域
住所表記で唐津市厳木町の後に「高倉、本山、新屋敷、岩屋」の続く地域であった。

## 進学先中学校
- 唐津市立厳木中学校

## 交通アクセス
最寄りの鉄道駅
- JR九州 唐津線 「岩屋駅」

最寄りのバス停留所
- 昭和自動車「岩屋」バス停留所

最寄りの幹線道路
- 佐賀県道350号相知厳木線 「本山」（以前は「本山小学校入口」）交差点
- 国道203号（厳木バイパス）岩屋IC

## 周辺
- 唐津市消防本部南部分署（跡地を活用）
- 宇都宮病院
- 厳木川

## 参考資料
- 「厳木町史 下巻」（2011年（平成23年）3月発行, 厳木町史編纂委員会）p.516～

## 関連事項
- 佐賀県小学校の廃校一覧